# Lijst van gemeenten in het departement Haute-Marne
Hieronder volgt een lijst van de 432 gemeenten (communes) in het Franse departement Haute-Marne (departement 52).

## A
Ageville
- Aigremont
- Aillianville
- Aingoulaincourt
- Aizanville
- Allichamps
- Ambonville
- Andelot-Blancheville
- Andilly-en-Bassigny
- Annéville-la-Prairie
- Annonville
- Anrosey
- Aprey
- Arbigny-sous-Varennes
- Arbot
- Arc-en-Barrois
- Arnancourt
- Attancourt
- Aubepierre-sur-Aube
- Auberive
- Audeloncourt
- Aujeurres
- Aulnoy-sur-Aube
- Autigny-le-Grand
- Autigny-le-Petit
- Autreville-sur-la-Renne

## B
Bailly-aux-Forges
- Baissey
- Balesmes-sur-Marne
- Bannes
- Bassoncourt
- Baudrecourt
- Bay-sur-Aube
- Bayard-sur-Marne
- Beauchemin
- Belmont
- Roches-Bettaincourt
- Bettancourt-la-Ferrée
- Beurville
- Biesles
- Bize
- Blaisy
- Blécourt
- Blessonville
- Blumeray
- Bologne
- Bonnecourt
- Bourbonne-les-Bains
- Bourdons-sur-Rognon
- Bourg
- Bourg-Sainte-Marie
- Bourmont
- Bouzancourt
- Brachay
- Brainville-sur-Meuse
- Braux-le-Châtel
- Brennes
- Brethenay
- Breuvannes-en-Bassigny
- Briaucourt
- Bricon
- Brousseval
- Bugnières
- Busson
- Buxières-lès-Clefmont
- Buxières-lès-Villiers

## C
Ceffonds
- Celles-en-Bassigny
- Celsoy
- Cerisières
- Chalancey
- Chalindrey
- Chalvraines
- Chambroncourt
- Chamouilley
- Champigneulles-en-Bassigny
- Champigny-lès-Langres
- Champigny-sous-Varennes
- Champsevraine
- Chancenay
- Changey
- Chanoy
- Chantraines
- Charmes
- Charmes-en-l'Angle
- Charmes-la-Grande
- Chassigny
- Châteauvillain
- Le Châtelet-sur-Meuse
- Chatenay-Mâcheron
- Chatenay-Vaudin
- Chatonrupt-Sommermont
- Chaudenay
- Chauffourt
- Chaumont
- Chaumont-la-Ville
- Chevillon
- Chamarandes-Choignes
- Choilley-Dardenay
- Choiseul (Haute-Marne)
- Cirey-lès-Mareilles
- Cirey-sur-Blaise
- Cirfontaines-en-Azois
- Cirfontaines-en-Ornois
- Clefmont
- Clinchamp
- Cohons
- Coiffy-le-Bas
- Coiffy-le-Haut
- Colmier-le-Bas
- Colmier-le-Haut
- Colombey-les-Deux-Églises
- Condes
- Consigny
- Coublanc
- Coupray
- Courcelles-en-Montagne
- Courcelles-sur-Blaise
- Cour-l'Évêque
- Culmont
- Curel
- Curmont
- Cusey
- Cuves

## D
Daillancourt
- Daillecourt
- Dammartin-sur-Meuse
- Dampierre
- Damrémont
- Dancevoir
- Darmannes
- Dinteville
- Domblain
- Dommarien
- Dommartin-le-Franc
- Dommartin-le-Saint-Père
- Domremy-Landéville
- Doncourt-sur-Meuse
- Donjeux
- Doulaincourt-Saucourt
- Doulevant-le-Château
- Doulevant-le-Petit
- Droyes

## E
Échenay
- Éclaron-Braucourt-Sainte-Livière
- Ecot-la-Combe
- Effincourt
- Enfonvelle
- Épizon
- Le Val-d'Esnoms
- Esnouveaux
- Euffigneix
- Eurville-Bienville

## F
Farincourt
- Faverolles
- Fayl-Billot
- Fays
- Ferrière-et-Lafolie
- Flagey
- Flammerécourt
- Fontaines-sur-Marne
- Forcey
- Foulain
- Frampas
- Frécourt
- Fresnes-sur-Apance
- Froncles
- Fronville

## G
Genevrières
- La Genevroye
- Germaines
- Germainvilliers
- Germay
- Germisay
- Giey-sur-Aujon
- Gillancourt
- Gillaumé
- Gilley
- Goncourt
- Graffigny-Chemin
- Grandchamp
- Grenant
- Gudmont-Villiers
- Guindrecourt-aux-Ormes
- Guindrecourt-sur-Blaise
- Guyonvelle

## H
Hâcourt
- Hallignicourt
- Harréville-les-Chanteurs
- Heuilley-Cotton
- Heuilley-le-Grand
- Haute-Amance
- Huilliécourt
- Humbécourt
- Humberville
- Humes-Jorquenay

## I
Illoud
- Is-en-Bassigny
- Isômes

## J
Joinville
- Jonchery
- Juzennecourt

## L
Lachapelle-en-Blaisy
- Lafauche
- Laferté-sur-Amance
- Laferté-sur-Aube
- Lamancine
- Lamothe-en-Blaisy
- Laneuvelle
- Laneuville-au-Pont
- Langres
- Lanques-sur-Rognon
- Lanty-sur-Aube
- Larivière-Arnoncourt
- Latrecey-Ormoy-sur-Aube
- Lavernoy
- Laville-aux-Bois
- Lavilleneuve
- Lecey
- Leffonds
- Leschères-sur-le-Blaiseron
- Leuchey
- Leurville
- Levécourt
- Lezéville
- Liffol-le-Petit
- Les Loges
- Longchamp
- Longeau-Percey
- Longeville-sur-la-Laines
- Louvemont
- Louvières
- Louze
- Luzy-sur-Marne

## M
Maâtz
- Magneux
- Maisoncelles
- Maizières
- Maizières-sur-Amance
- Malaincourt-sur-Meuse
- Mandres-la-Côte
- Manois
- Marac
- Maranville
- Marbéville
- Marcilly-en-Bassigny
- Mardor
- Mareilles
- Marnay-sur-Marne
- Mathons
- Melay
- Mennouveaux
- Merrey
- Mertrud
- Meures
- Val-de-Meuse
- Millières
- Mirbel
- Moëslains
- Montcharvot
- Montheries
- Montier-en-Der
- Montot-sur-Rognon
- Montreuil-sur-Blaise
- Montreuil-sur-Thonnance
- Montsaugeon
- Morancourt
- Morionvilliers
- Mouilleron
- Mussey-sur-Marne

## N
Narcy
- Neuilly-l'Évêque
- Neuilly-sur-Suize
- Neuvelle-lès-Voisey
- Nijon
- Ninville
- Nogent
- Noidant-Chatenoy
- Noidant-le-Rocheux
- Nomécourt
- Noncourt-sur-le-Rongeant
- Noyers
- Nully

## O
Occey
- Orbigny-au-Mont
- Orbigny-au-Val
- Orcevaux
- Orges
- Ormancey
- Ormoy-lès-Sexfontaines
- Orquevaux
- Osne-le-Val
- Oudincourt
- Outremécourt
- Ozières

## P
Le Pailly
- Palaiseul
- Pancey
- Parnoy-en-Bassigny
- Paroy-sur-Saulx
- Pautaines-Augeville
- Peigney
- Perrancey-les-Vieux-Moulins
- Perrogney-les-Fontaines
- Perrusse
- Perthes
- Pierremont-sur-Amance
- Pisseloup
- Planrupt
- Plesnoy
- Poinsenot
- Poinson-lès-Fayl
- Poinson-lès-Grancey
- Poinson-lès-Nogent
- Poiseul
- Poissons
- Pont-la-Ville
- Poulangy
- Praslay
- Prauthoy
- Pressigny
- Prez-sous-Lafauche
- Puellemontier

## R
Rachecourt-Suzémont
- Rachecourt-sur-Marne
- Rançonnières
- Rangecourt
- Rennepont
- Reynel
- Riaucourt
- Richebourg
- Rimaucourt
- Rivières-le-Bois
- Rivière-les-Fosses
- Rizaucourt-Buchey
- Robert-Magny-Laneuville-à-Rémy
- Rochefort-sur-la-Côte
- Roches-sur-Marne
- Rochetaillée
- Rolampont
- Romain-sur-Meuse
- Rouécourt
- Rouelles
- Rougeux
- Rouvres-sur-Aube
- Rouvroy-sur-Marne
- Rupt

## S
Sailly
- Saint-Blin
- Saint-Broingt-le-Bois
- Saint-Broingt-les-Fosses
- Saint-Ciergues
- Saint-Dizier
- Saints-Geosmes
- Saint-Loup-sur-Aujon
- Saint-Martin-lès-Langres
- Saint-Maurice
- Saint-Thiébault
- Saint-Urbain-Maconcourt
- Saint-Vallier-sur-Marne
- Sarcey
- Sarrey
- Saudron
- Saulles
- Savigny
- Semilly
- Semoutiers-Montsaon
- Serqueux
- Sexfontaines
- Signéville
- Silvarouvres
- Sommancourt
- Sommerécourt
- Sommevoire
- Soncourt-sur-Marne
- Soulaucourt-sur-Mouzon
- Soyers
- Suzannecourt

## T
Ternat
- Terre-Natale
- Thilleux
- Thivet
- Thol-lès-Millières
- Thonnance-lès-Joinville
- Thonnance-les-Moulins
- Torcenay
- Tornay
- Treix
- Trémilly
- Troisfontaines-la-Ville

## V
Vaillant
- Valcourt
- Vals-des-Tilles
- Valleret
- Valleroy
- Vaudrecourt
- Vaudrémont
- Vauxbons
- Vaux-sous-Aubigny
- Vaux-sur-Blaise
- Vaux-sur-Saint-Urbain
- Vecqueville
- Velles
- Verbiesles
- Verseilles-le-Bas
- Verseilles-le-Haut
- Vesaignes-sous-Lafauche
- Vesaignes-sur-Marne
- Vesvres-sous-Chalancey
- Vicq
- Viéville
- Vignes-la-Côte
- Vignory
- Villars-en-Azois
- Villars-Santenoge
- Ville-en-Blaisois
- Villegusien-le-Lac
- Villiers-en-Lieu
- Villiers-le-Sec
- Villiers-lès-Aprey
- Villiers-sur-Suize
- Violot
- Vitry-en-Montagne
- Vitry-lès-Nogent
- Vivey
- Voillecomte
- Voisey
- Voisines
- Voncourt
- Vouécourt
- Vraincourt
- Vroncourt-la-Côte

## W
Wassy